# Rudolf Sherwin
Rudolf Sherwin (ur. ok. 1550 w Rodsley, zm. 1 grudnia 1581 w Tyburn) – święty Kościoła katolickiego, angielski męczennik, duchowny, konwertyta, ofiara prześladowań antykatolickich.
Uczęszczał do Exeter College w Oksfordzie, gdzie wykazał się zdolnościami filozoficznymi oraz znajomością greki i hebrajskiego. W 1575 roku nawrócił się na katolicyzm. Po konwersji udał się na studia do Douai. Święcenia kapłańskie przyjął 23 marca 1577 roku, a od 2 sierpnia tego roku przebywał w Kolegium Angielskim w Rzymie. Trzy lata później, 18 kwietnia 1580 r. w towarzystwie m.in. Edmunda Compiona wyruszy do Anglii. W drodze do ojczyzny poznał w Mediolanie Karola Boromeusza. Po powrocie został aresztowany i za pomocą wyszukanych tortur i obietnic sakry chciano go zmusić do ujawnienia współwyznawców. Od 9 listopada 1580 był więziony w londyńskim więzieniu Marshalsea, a 4 grudnia przeniesiony został do Tower.

Nie wydawszy nikogo, 20 listopada następnego roku został osądzony w Pałacu Westminsterskim i skazany za zdradę na śmierć przez powieszenie. Powieszono go w Tryburn po Edmundzie Campionie, razem z Aleksandrem Briantem. Jego ostatnimi słowami były: 

Jesu, Jesu, Jesu, esto mihi Jesus!

Rudolfowi Sherwinowi przypisywane jest nawrócenie na katolicyzm wielu współwięźniów.
Beatyfikowany 29 grudnia 1886 przez papieża Leona XIII, a kanonizowany został w grupie Czterdziestu męczenników Anglii i Walii przez Pawła VI 25 października 1970 roku.
Dniem wspomnienia Rudolfa Sherwin jest dzienna rocznica śmierci.